# Elle Klarskov Jørgensen

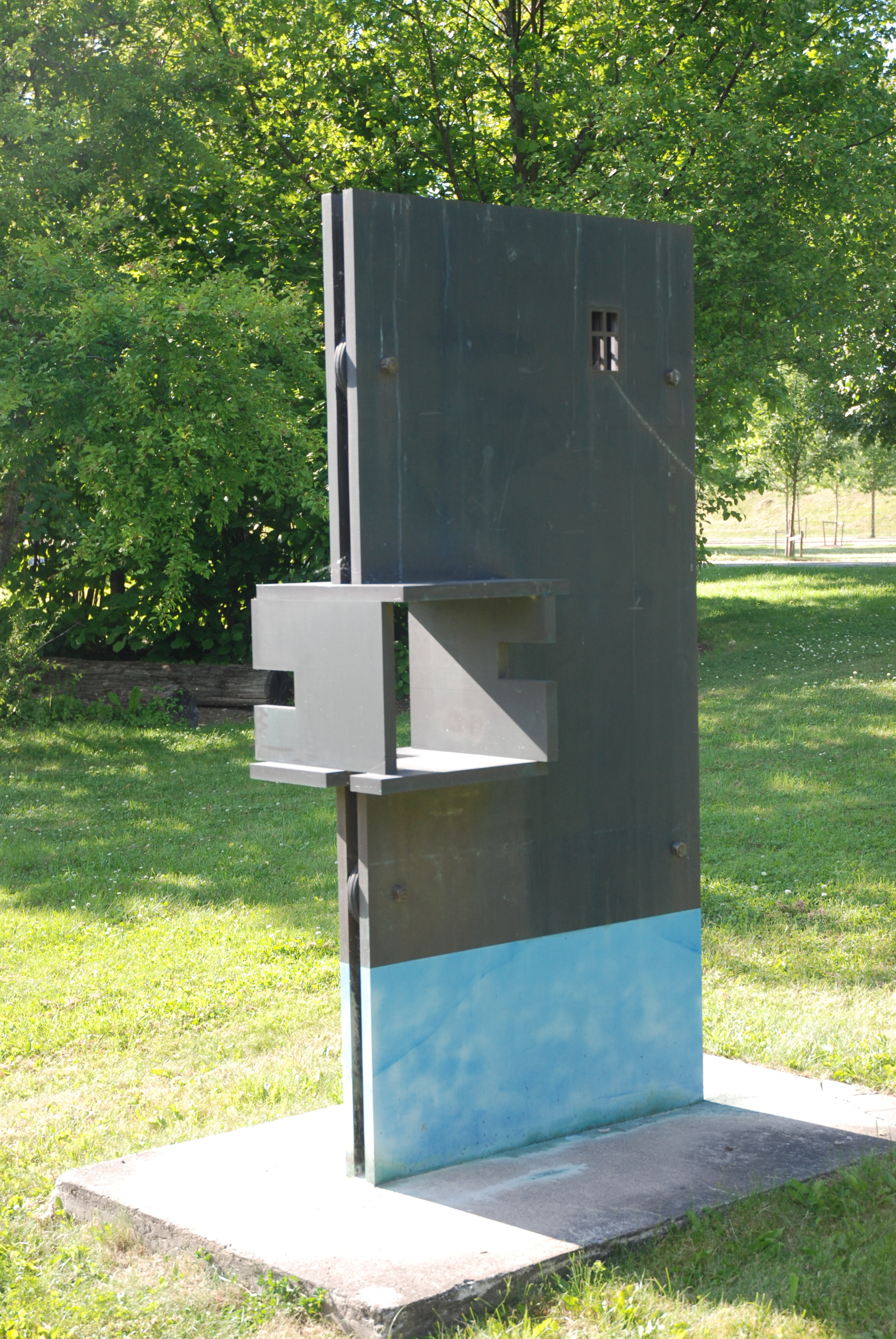
Den vertikala tiden, Fysikhuset på Linköpings universitet

Elle Klarskov Jørgensen, född 1958, är en dansk skulptör.
Elle Klarskov Jørgensen utbildade sig på Det Kongelige Danske Kunstakademi i Köpenhamn 1978–1980 och 1983–1987. Hon hade sin första separatutställning på Galleri Bernhardsson i Malmö 1986.

## Offentliga verk i urval
- Den vertikala tiden (1996), patinerad koppar, utanför Fysikhuset på Linköpings universitet.[1]